# 胸锁乳突支
胸乳突分支是直接从枕动脉发出的动脉分支，也是该动脉最初的分支。胸锁乳突分支也通常分为两个分支，即上胸锁乳突分支和下胸锁乳突分支。在某些不常见的个体解剖中，胸锁乳突分支可以直接从外颈动脉分支而出。
下胸锁乳突分支在下降到肌肉实质之前穿过舌下神经的下外侧。上胸锁乳突肌分支在二腹肌腹后近端深缘处从主干转向，在进入胸锁乳突肌之前与脊副神经并行。